# An Đức, Ba Tri
An Đức là một xã thuộc huyện Ba Tri, tỉnh Bến Tre, Việt Nam.
Xã An Đức có diện tích 12,70 km², dân số năm 2021 là 9.000 người, mật độ dân số đạt 708 người/km².